# Hoplopheromerus allochrous
Hoplopheromerus allochrous là một loài ruồi trong họ Asilidae. Hoplopheromerus allochrous được Shi miêu tả năm 1992.